# Campionati mondiali di slittino 2005
I Campionati mondiali di slittino 2005, trentottesima edizione della manifestazione organizzata dalla Federazione Internazionale Slittino, si tennero dal 18 al 20 febbraio 2005 a Park City, negli Stati Uniti d'America, sulla pista dello Utah Olympic Park, la stessa sulla quale si svolsero le competizioni del bob, dello slittino e dello skeleton ai Giochi di Salt Lake City 2002, e furono disputate gare in quattro differenti specialità: nel singolo uomini, nel singolo donne, nel doppio e nella prova a squadre.
Dominatrice della manifestazione fu la nazionale tedesca, capace di conquistare tre titoli e ben otto medaglie sulle dodici assegnate in totale: quelle d'oro furono vinte da Sylke Otto nell'individuale femminile, giunta al suo quarto trionfo dopo quelli ottenuti nel 2000, nel 2001 e nel 2003, dalla coppia formata da André Florschütz e Torsten Wustlich nel doppio, al loro secondo titolo iridato dopo quello di Calgary 2001, e dalla squadra composta dagli stessi Otto, Florschütz e Wustlich insieme a Georg Hackl nella prova a squadre. La prova del singolo uomini vide la vittoria del rappresentante della squadra italiana Armin Zöggeler, che divenne così il primo slittinista capace di laurearsi campione mondiale per cinque volte.
Oltre ai tedeschi Sylke Otto, André Florschütz e Torsten Wustlich, che vinsero due medaglie d'oro, gli altri atleti che riuscirono a salire per due volte sul podio in questa rassegna iridata furono il connazionale Georg Hackl, l'italiano Armin Zöggeler e gli statunitensi Mark Grimmette e Brian Martin.

## Risultati

### Singolo uomini
La gara fu disputata il 19 febbraio nell'arco di due manches e presero parte alla competizione 41 atleti in rappresentanza di 15 differenti nazioni; campione uscente era il tedesco David Möller, che concluse la prova al terzo posto, ed il titolo fu conquistato dall'italiano Armin Zöggeler, già campione mondiale a Lillehammer 1995, a Schönau am Königssee 1999, a Calgary 2001 ed a Sigulda 2003 nonché campione olimpico a Salt Lake City 2002, davanti al tedesco Georg Hackl, vincitore di tre ori iridati a Winterberg 1989, a Calgary 1990 e ad Igls 1997 e tre ori olimpici ad Albertville 1992, a Lillehammer 1994 ed a Nagano 1998. Con questo trionfo Zöggeler divenne il primo atleta a conquistare cinque titoli mondiali.
| Pos. | Atleti            | Nazione     | Tempo    | Distacco |
| ---- | ----------------- | ----------- | -------- | -------- |
|      | Armin Zöggeler    | Italia      | 1'30"617 |          |
|      | Georg Hackl       | Germania    | 1'30"770 | +0"153   |
|      | David Möller      | Germania    | 1'30"784 | +0"167   |
| 4    | Jan Eichhorn      | Germania    | 1'30"893 | +0"276   |
| 5    | Markus Kleinheinz | Austria     | 1'31"001 | +0"384   |
| 6    | Stefan Höhener    | Svizzera    | 1'31"088 | +0"471   |
| 7    | Antony Benshoof   | Stati Uniti | 1'31"110 | +0"493   |
| 8    | Reinhold Rainer   | Italia      | 1'31"147 | +0"530   |
| 9    | Viktor Knejb      | Russia      | 1'31"211 | +0"594   |
| 10   | Jaroslav Slávik   | Slovacchia  | 1'31"315 | +0"698   |

### Singolo donne
La gara fu disputata il 18 febbraio nell'arco di due manches e presero parte alla competizione 32 atlete in rappresentanza di 15 differenti nazioni; campionessa uscente era la tedesca Silke Kraushaar, che fu squalificata dopo la prima discesa per una irregolarità della slitta, ed il titolo fu conquistato dalla connazionale Sylke Otto, già altre tre volte campionessa mondiale a Sankt Moritz 2000, a Calgary 2001 e Sigulda 2003 ed oro olimpico a Salt Lake City 2002, davanti alle altre teutoniche Barbara Niedernhuber, al suo sesto podio mondiale consecutivo e seconda classificata sia ai Giochi di Nagano 1998 sia a quelli di Salt Lake City 2002, ed Anke Wischnewski. Grazie a questo risultato la Otto raggiunse Margit Schumann alla vetta della classifica delle plurivincitrici nella specialità.
| Pos. | Atleti               | Nazione     | Tempo    | Distacco |
| ---- | -------------------- | ----------- | -------- | -------- |
|      | Sylke Otto           | Germania    | 1'28"056 |          |
|      | Barbara Niedernhuber | Germania    | 1'28"284 | +0"228   |
|      | Anke Wischnewski     | Germania    | 1'28"366 | +0"310   |
| 4    | Ashley Hayden        | Stati Uniti | 1'28"499 | +0"443   |
| 5    | Natalija Jakušenko   | Ucraina     | 1'28"696 | +0"640   |
| 6    | Sonja Manzenreiter   | Austria     | 1'28"782 | +0"726   |
| 7    | Veronika Halder      | Austria     | 1'28"869 | +0"813   |
| 8    | Anna Orlova          | Lettonia    | 1'28"871 | +0"815   |
| 9    | Regan Lauscher       | Canada      | 1'28"955 | +0"899   |
| 10   | Courtney Zablocki    | Stati Uniti | 1'28"962 | +0"906   |

### Doppio
La gara fu disputata il 19 febbraio nell'arco di due manches e presero parte alla competizione 40 atleti in rappresentanza di 11 differenti nazioni; campioni uscenti erano i tedeschi Patric Leitner ed Alexander Resch, che conclusero la prova al secondo posto, ed il titolo fu conquistato dai connazionali André Florschütz e Torsten Wustlich, già vincitori del titolo mondiale a Calgary 2001, mentre terzi giunsero gli statunitensi Mark Grimmette e Brian Martin, sul podio ai Giochi di Nagano 1998 e di Salt Lake City 2002 oltreché in altre tre rassegne mondiali.
| Pos. | Atleti                                    | Nazione     | Tempo    | Distacco |
| ---- | ----------------------------------------- | ----------- | -------- | -------- |
|      | André Florschütz Torsten Wustlich         | Germania    | 1'28"091 |          |
|      | Patric Leitner Alexander Resch            | Germania    | 1'28"103 | +0"012   |
|      | Mark Grimmette Brian Martin               | Stati Uniti | 1'28"215 | +0"124   |
| 4    | Christian Oberstolz Patrick Gruber        | Italia      | 1'28"282 | +0"191   |
| 5    | Gerhard Plankensteiner Oswald Haselrieder | Italia      | 1'28"363 | +0"272   |
| 6    | Preston Griffall Dan Joye                 | Stati Uniti | 1'28"402 | +0"311   |
| 7    | Ľubomír Mick Walter Marx                  | Slovacchia  | 1'28"519 | +0"428   |
| 8    | Tobias Schiegl Markus Schiegl             | Austria     | 1'28"574 | +0"483   |
| 9    | Christian Niccum Patrick Quinn            | Stati Uniti | 1'28"776 | +0"685   |
| 10   | Andris Šics Juris Šics                    | Lettonia    | 1'28"796 | +0"705   |

### Gara a squadre
La gara fu disputata il 20 febbraio ed ogni squadra nazionale poté prendere parte alla competizione con una sola formazione; nello specifico la prova vide la partenza di un singolarista uomo ed uno donna, nonché di un doppio per ognuna delle 10 formazioni, gareggiando ciascuno in una singola manche; la somma totale dei tempi così ottenuti laureò campione la nazionale tedesca di Georg Hackl, Sylke Otto, André Florschütz e Torsten Wustlich davanti alla squadra statunitense formata da Antony Benshoof, Ashley Hayden, Mark Grimmette e Brian Martin ed a quella italiana composta da Armin Zöggeler, Anastasija Oberstolz-Antonova, Christian Oberstolz e Patrick Gruber.
| Pos. | Squadra     | Atleti                                                                            | Tempo    | Distacco |
| ---- | ----------- | --------------------------------------------------------------------------------- | -------- | -------- |
|      | Germania    | Georg Hackl Sylke Otto André Florschütz / Torsten Wustlich                        | 2'15"696 |          |
|      | Stati Uniti | Antony Benshoof Ashley Hayden Mark Grimmette / Brian Martin                       | 2'15"859 | +0"163   |
|      | Italia      | Armin Zöggeler Anastasija Oberstolz-Antonova Christian Oberstolz / Patrick Gruber | 2'15"933 | +0"237   |
| 4    | Austria     | Markus Kleinheinz Sonja Manzenreiter Tobias Schiegl / Markus Schiegl              | 2'16"046 | +0"350   |
| 5    | Russia      | Al'bert Demčenko Aleksandra Rodionova Ivan Nevmeržickij / Vladimir Prochorov      | 2'16"550 | +0"854   |
| 6    | Canada      | Jeff Christie Regan Lauscher Grant Albrecht / Eric Pothier                        | 2'16"562 | +0"866   |
| 7    | Slovacchia  | Jaroslav Slávik Veronika Sabolová Ľubomír Mick / Walter Marx                      | 2'17"311 | +1"615   |
| 8    | Giappone    | Takahisa Oguchi Madoka Harada Goro Hayashibe / Masaki Toshiro                     | 2'18"171 | +2"475   |
| 9    | Polonia     | Przemek Pochlod Ewelina Staszulonek Marcin Piekarski / Krzysztof Lipiński         | 2'18"557 | +2"861   |
| 10   | Lettonia    | Mārtiņš Rubenis Anna Orlova Andris Šics / Juris Šics                              | 2'25"073 | +9"377   |

## Medagliere
| Posizione | Nazione     | Oro | Argento | Bronzo | Totale |
| --------- | ----------- | --- | ------- | ------ | ------ |
| 1         | Germania    | 3   | 3       | 2      | 8      |
| 2         | Italia      | 1   | 0       | 1      | 2      |
| 3         | Stati Uniti | 0   | 1       | 1      | 2      |
| Totale    | Totale      | 4   | 4       | 4      | 12     |